# Erick Silva
Erick Vinicius Silva e Silva  (Vila Velha, 21 de junho de 1984) é um lutador de artes marciais mistas brasileiro que compete na categoria meio-médio (até 77 kg). Foi campeão do Jungle Fight e assinou contrato com o Ultimate Fighting Championship em 2011.

## Carreira

### Background e começo da carreira
Natural de Cobilândia, em Vila Velha, no Espírito Santo, Erick sonhava em ser jogador de futebol, mas começou no jiu-jitsu ainda adolescente, por influência de nomes como Royce Gracie. Hoje, o lutador é faixa preta de Jiu-jitsu.
Erick treina intensivo na X-Gym, onde é parceiro de treinos de Anderson Silva, Rafael Feijão e Ronaldo Souza. Mas, ele também treina na Team Nogueira e no Pro Fight.

### Jungle Fight
Erick entrou no Jungle Fight, sua primeira aparição foi no Jungle Fight 9 contra Carlos Eduardo dos Santos. No terceiro round, Erick derrotou dos Santos por finalização com um mata leão.
No Jungle Fight 11, ele derrotou Igor Fernandes por decisão unânime. Erick seguiu com duas vitórias na promoção.
Retornou no Jungle Fight 17, que foi realizado ao ar livre. No dia do evento, o tempo estava limpo, até uma hora antes de começar, quando a chuva começou a cair e não parou mais. O evento, que foi um dos mais chuvosos da história do MMA, não terminou com sucesso para Erick, que por cima golpeou com o joelho seu adversário que estava no chão, ocasionando um cancelamento da luta Sem Resultado.
Em sua luta seguinte, no Jungle Fight 21, Erick venceu sua luta por nocaute técnico no segundo round.
No Jungle Fight 23, Erick entrou para um torneio pelo Cinturão Meio-Médio Inaugural do Jungle Fight. Na frente de lutadores como Lyoto Machida, Pedro Rizzo e Glover Teixeira, Erick derrotou dois oponentes na mesma noite para vencer o torneio. No round de abertura ele enfrentou Gil de Freitas. Erick usou seu jogo em pé para dominar o primeiro round, porém de Freitas deu à volta no segundo round com suas quedas e seu jogo de chão efetivo. No último round, Erick acertou de Freitas com um chute no fígado, que o derrubou. Após Erick usar o ground and pound para encaixar uma guilhotina, de Freitas foi forçado a bater.
Na final do torneio Erick Silva enfrentou o mexicano Francisco Ayon. Ayon tinha acabado de sair de uma vitória por decisão dividida na semifinal, e portanto não tinha fôlego para enfrentar Erick. Após de acertá-lo com vários socos, Erick encaixou um triângulo de braço que forçou o mexicano à bater aos 67 segundos. Erick então se tornou o Campeão Meio-Médio Inaugural do Jungle Fight.

### Ultimate Fighting Championship
No começo de 2011, Erick assinou com o UFC. Era esperado que sua estreia fosse contra Mike Swick no UFC 134. Porém, em 4 de agosto de 2011, foi anunciado que Swick se retiraria da luta por causa de uma lesão no joelho e foi substituído por Luis Ramos. Erick venceu a luta por nocaute técnico em apenas 40 segundos.
Em 14 de janeiro de 2012, no UFC 142, Erick iria enfrentar o estreante no evento Siyar Bahadurzada. Contudo, Bahadurzada foi forçado a se retirar da luta devido a uma lesão e foi substituído por Carlo Prater. Após acertar um cruzado de direita nos primeiros segundos da luta, Erick rapidamente conectou uma joelhada de direita ao corpo que derrubou Prater. Prater agarrou o joelho de Erick e continuou até Erick começar a atacar com marteladas e socos na cabeça. Durante o ataque, o árbitro, Mario Yamasaki, repetidamente alertou Erick para não bater na nuca. Quando Prater aparentemente estava inconsciente e não podia mais se defender, Yamasaki interrompeu a luta. Apesar de Erick parecer vencedor, Yamasaki desclassificou Silva por golpes na nuca. A desclassificação depois foi confirmada pelo UFC.
No UFC on FX: Johnson vs. McCall, em 8 de junho de 2012, Erick enfrentou Charlie Brenneman. Silva venceu a luta por finalização com um mata-leão no primeiro round.
Erick enfrentou Jon Fitch em 13 de outubro de 2012 no UFC 153, no Rio de Janeiro. Após três rounds, Erick perdeu a luta por decisão unânime. A performance de ambos lutadores garantiu o prêmio de Luta da Noite.
Em seguida, no 2 de fevereiro de 2013, Erick lutaria contra Jay Hieron no UFC 156. Porém, Erick teve que se retirar da luta por causa de uma lesão e foi substituído pelo estreante Tyron Woodley.
Em 8 de junho de 2013, Erick enfrentaria John Hathaway no UFC on Fuel TV: Nogueira vs. Werdum. Porém, Hathaway teve que se retirar do evento devido a uma lesão e foi substituído por Jason High, que enfrentaria Ildemar Alcântara. Erick venceu a luta por finalização com um triângulo com chave de braço invertido. A finalização rendeu à Erick o prêmio de Finalização da Noite.
Posteriormente, Erick enfrentou Dong Hyun Kim em 9 de outubro de 2013, no UFC Fight Night: Maia vs. Shields. Erick perdeu o primeiro round, estava superior a seu adversário no segundo, mas Kim acertou um overhand que nocauteou Erick.
Para lutar contra Erick no UFC Fight Night: Machida vs. Mousasi, em 15 de fevereiro de 2014, era esperado Nate Loughran. Porém, uma lesão tirou Loughran do evento, e ele foi substituído pelo japonês estreante no UFC, Takenori Sato, que lutava antes no Pancrase. Erick venceu a luta por nocaute no primeiro round com menos de um minuto de luta depois de acertar um chute no estômago e dezenas de socos na cabeça de Takenori Sato até o árbitro Mário Yamasaki encerrar a luta.
No evento principal do UFC Fight Night: Brown vs. Silva, em 10 de maio de 2014, Erick enfrentou Matt Brown. Em uma luta extremamente emocionante, Erick Silva teve excelente momento no primeiro round, quando acertou dois chutes no corpo e quase finalizou, mas o americano reagiu, imprimiu seu ritmo fortíssimo e passou a dominar a luta. Erick aguentou muitas pancadas, mas acabou sofrendo nocaute técnico aos 2m11s do terceiro round. Nos pouco mais de 12 minutos que a luta durou, Matt acertou um total de 161 golpes, contra 39 de Erick. A luta faturou o prêmio de luta da noite, e Brown levou a performance da noite.
Erick enfrentou Mike Rhodes em 20 de Dezembro de 2014 no UFC Fight Night: Machida vs. Dollaway e venceu por finalização técnica com um triângulo de braço.
Silva era esperado para enfrentar Ben Saunders em 21 de Março de 2015 no UFC Fight Night: Maia vs. LaFlare. Porém, uma lesão tirou Saunders do evento e ele foi substituído por Josh Koscheck. Silva derrotou o veterano por finalização no primeiro round com uma guilhotina.
Erick era esperado para enfrentar Rick Story em 27 de Junho de 2015 no The Ultimate Fighter: Brasil 4 Finale. No entanto, devido a problemas com vistos, algumas lutas do evento foram canceladas, inclusive a de Silva, e depois foi reagendada para 23 de Agosto de 2015 no UFC Fight Night: Holloway vs. Oliveira. No entanto, Story se lesionou e foi substituído por Neil Magny. Erick perdeu por decisão dividida.
Erick enfrentou o francês Nordine Taleb em 05 de Março de 2016 no UFC 196: McGregor vs. Diaz, e foi derrotado por nocaute técnico no segundo round. Foi sua segunda derrota seguida na organização.
Em Brasília, Silva enfrentou o compatriota Luan Chagas em 24 de Setembro de 2016 no UFC Fight Night: Cyborg vs. Lansberg. Com bons momentos para os dois lutadores, Silva aproveitou o vacilo de Chagas e venceu por finalização no terceiro round. O combate rendeu o bônus de Luta da Noite.

## Cartel no MMA
| Cartel no MMA       |             |             |
| 32 lutas            | 20 vitórias | 11 derrotas |
| Por nocaute         | 4           | 4           |
| Por finalização     | 13          | 0           |
| Por decisão         | 3           | 6           |
| Por desqualificação | 0           | 1           |
| No contest          | 1           | 1           |

| Res.    | Cartel    | Oponente              | Método                                             | Evento                                 | Data       | Round | Tempo | Local                   | Notas                                      |
| ------- | --------- | --------------------- | -------------------------------------------------- | -------------------------------------- | ---------- | ----- | ----- | ----------------------- | ------------------------------------------ |
| Derrota | 20-11 (1) | Paul Daley            | Decisão (unânime)                                  | Bellator 223                           | 22/06/2019 | 3     | 5:00  | Londres, Inglaterra     |                                            |
| Derrota | 20-10 (1) | Yaroslav Amosov       | Decisão (unânime)                                  | Bellator 216                           | 18/02/2019 | 3     | 5:00  | Uncasville, Connecticut | Estreia no Bellator.                       |
| Vitória | 20-9 (1)  | Nick Barnes           | Finalização (chave de braço)                       | LFA 45                                 | 20/07/2018 | 1     | 4:43  | Cabazon, California     | Estreia no LFA.                            |
| Derrota | 19-9 (1)  | Jordan Mein           | Decisão (unânime)                                  | UFC on Fox: Lawler vs. dos Anjos       | 16/12/2017 | 3     | 5:00  | Winnipeg, Manitoba      |                                            |
| Derrota | 19-8 (1)  | Yancy Medeiros        | Nocaute Técnico (socos)                            | UFC 212: Aldo vs. Holloway             | 03/06/2017 | 2     | 2:01  | Rio de Janeiro          |                                            |
| Vitória | 19-7 (1)  | Luan Chagas           | Finalização (mata leão)                            | UFC Fight Night: Cyborg vs. Lansberg   | 24/09/2016 | 3     | 3:57  | Brasília                | Luta da Noite.                             |
| Derrota | 18-7 (1)  | Nordine Taleb         | Nocaute (soco)                                     | UFC 196: McGregor vs. Diaz             | 05/03/2016 | 2     | 1:34  | Las Vegas, Nevada       |                                            |
| Derrota | 18-6 (1)  | Neil Magny            | Decisão (dividida)                                 | UFC Fight Night: Holloway vs. Oliveira | 23/08/2015 | 3     | 5:00  | Saskatoon, Saskatchewan |                                            |
| Vitória | 18-5 (1)  | Josh Koscheck         | Finalização (guilhotina)                           | UFC Fight Night: Maia vs. LaFlare      | 21/03/2015 | 1     | 4:21  | Rio de Janeiro          |                                            |
| Vitória | 17-5 (1)  | Mike Rhodes           | Finalização (katagatame)                           | UFC Fight Night: Machida vs. Dollaway  | 20/12/2014 | 1     | 1:15  | Barueri                 | Performance da Noite.                      |
| Derrota | 16-5 (1)  | Matt Brown            | Nocaute Técnico (socos)                            | UFC Fight Night: Brown vs. Silva       | 10/05/2014 | 3     | 2:11  | Cincinnati, Ohio        | Luta da Noite.                             |
| Vitória | 16-4 (1)  | Takenori Sato         | Nocaute (socos)                                    | UFC Fight Night: Machida vs. Mousasi   | 15/02/2014 | 1     | 0:52  | Jaraguá do Sul          | Performance da Noite.                      |
| Derrota | 15-4 (1)  | Dong Hyun Kim         | Nocaute (soco)                                     | UFC Fight Night: Maia vs. Shields      | 09/10/2013 | 2     | 3:01  | Barueri                 |                                            |
| Vitória | 15-3 (1)  | Jason High            | Finalização (triângulo com chave de braço reverso) | UFC on Fuel TV: Nogueira vs. Werdum    | 08/06/2013 | 1     | 1:11  | Fortaleza               | Finalização da Noite.                      |
| Derrota | 14-3 (1)  | Jon Fitch             | Decisão (unânime)                                  | UFC 153: Silva vs. Bonnar              | 13/10/2012 | 3     | 5:00  | Rio de Janeiro          | Luta da Noite.                             |
| Vitória | 14–2 (1)  | Charlie Brenneman     | Finalização (mata leão)                            | UFC on FX: Johnson vs. McCall          | 08/06/2012 | 1     | 4:33  | Sunrise, Florida        | Finalização da Noite.                      |
| Derrota | 13–2 (1)  | Carlo Prater          | Desqualificação (socos na nuca)                    | UFC 142: Aldo vs. Mendes               | 14/01/2012 | 1     | 0:29  | Rio de Janeiro          |                                            |
| Vitória | 13-1 (1)  | Luis Ramos            | Nocaute Técnico (socos)                            | UFC 134: Silva vs. Okami               | 27/08/2011 | 1     | 0:40  | Rio de Janeiro          | Estreia no UFC.                            |
| Vitória | 12-1 (1)  | Francisco Ayon        | Finalização (katagatame)                           | Jungle Fight 23                        | 30/10/2010 | 1     | 1:07  | Belém                   | Ganhou o Título Meio-Médio do Jungle Fight |
| Vitória | 11-1 (1)  | Gil de Freitas        | Finalização (guilhotina)                           | Jungle Fight 23                        | 30/10/2010 | 3     | 0:57  | Belém                   |                                            |
| Vitória | 10-1 (1)  | José Gomes de Ribamar | Nocaute Técnico (joelhada e socos)                 | Jungle Fight 21                        | 31/07/2010 | 2     | 3:39  | Natal                   |                                            |
| NC      | 9-1 (1)   | Henrique Oliveira     | Sem Resultado (joelhada ilegal)                    | Jungle Fight 17: Vila Velha            | 27/02/2010 | 2     | 3:57  | Vila Velha              |                                            |
| Vitória | 9-1       | Jorge Luis Bezerra    | Decisão (unânime)                                  | Jungle Fight 15                        | 19/09/2009 | 3     | 5:00  | São Paulo               |                                            |
| Vitória | 8-1       | Carlos Villamor       | Finalização (chave de joelho)                      | Jungle Fight 14: Ceará                 | 09/05/2009 | 2     | 3:38  | Fortaleza               |                                            |
| Vitória | 7-1       | Igor Fernandes        | Decisão (unânime)                                  | Jungle Fight 11                        | 13/09/2008 | 3     | 5:00  | Rio de Janeiro          |                                            |
| Vitória | 6-1       | Carlos Eduardo Santos | Finalização (mata leão)                            | Jungle Fight 9: Warriors               | 31/05/2008 | 3     | N/A   | Rio de Janeiro          |                                            |
| Vitória | 5-1       | Fabio Issa            | Decisão                                            | Open Fight                             | 04/08/2007 | N/A   | N/A   | Brasil                  |                                            |
| Derrota | 4-1       | Mário Netto           | Nocaute Técnico                                    | Superfight Vitoria                     | 10/12/2006 | 3     | 5:00  | Brasil                  |                                            |
| Vitória | 4-0       | Leandro Zumbi         | Finalização (katagatame)                           | MMA: Kombat Espirito Santo             | 25/11/2006 | 1     | 3:05  | Vila Velha              |                                            |
| Vitória | 3-0       | Henrique Lango        | Finalização (mata leão)                            | Guarafight 3                           | 12/08/2006 | 1     | N/A   | Guarapari               |                                            |
| Vitória | 2-0       | Julian Soares         | Nocaute (soco)                                     | Guarafight 2                           | 07/01/2006 | 1     | 2:30  | Guarapari               |                                            |
| Vitória | 1-0       | Mastodonte Mastodonte | Finalização (mata leão)                            | Guarafight 1                           | 04/06/2005 | 1     | 2:02  | Guarapari               |                                            |